# 거제옥포고등학교
거제옥포고등학교(巨濟玉浦高等學校)는 대한민국 경상남도 거제시 연초면 송정리에 있는 공립 고등학교이다.

## 학교 연혁
- 2006년 2월 21일 : 거제옥포고등학교 보통과 8학급 설립인가
- 2006년 3월 1일 : 초대 이기원 교장 취임
- 2006년 3월 6일 : 제1회 입학식(285명)
- 2006년 6월 28일 : 준공 검사
- 2006년 9월 8일 : 개교기념식
- 2007년 3월 5일 : 교육인적자원부 정책 연구학교 선정 운영
- 2008년 3월 3일 : 도지정 인권교육 자율시범학교 선정 운영
- 2009년 2월 11일 : 제1회 졸업식(289명)
- 2009년 3월 3일 : 도지정 교육과정 자율시범학교 선정 운영
- 2010년 3월 3일 : 국가지정 기숙형 고교 및 자율학교 지정 운영
- 2011년 7월 15일 : 기숙사 개관(지하 1층, 지상 3층, 2124m2, 112명(남 58명, 여 54명) 수용)
- 2012년 3월 2일 : 도지정 국제교류 정책 연구학교 선정 운영
- 2013년 3월 4일 : 교과부 지정 기숙형 고등학교 선정 운영
- 2015년 9월 1일 : 일반고 교육역량강화학교, 자율학교 운영
- 2022년 2월 9일 : 제14회 졸업식(졸업생 306명, 총 졸업생수 5,391명)
- 2023년 3월 2일 : 2023학년도 제18회 신입생 입학(14학급 402명)
- 2023년 3월 30일 : 제10대 양상진 교장 취임

## 참고 자료
- 거제옥포고등학교 - 한국교육학술정보원 학교알리미